# American Life League
La American League of Life, Inc. è un'organizzazione cattolica americana di base Provida . Il gruppo si oppone l'aborto in qualsiasi circostanza e si oppone a tutte le forme di contraccezione, la ricerca con le cellule staminali embrionali e eutanasia . Il suo attuale presidente è il co-fondatore Judie Brown e il suo quartier generale si trova a Stafford, in Virginia.

## Progetti e risorse
I progetti sponsorizzati da American League of Life, Inc. includono:
- Celebrate Life Magazine [1] è una rivista bimestrale di 32 pagine su argomenti a favore della vita, tra cui l'aborto, la contraccezione, l'eutanasia, l'infertilità e la clonazione.
- Crociata per la difesa della nostra chiesa cattolica in cui l'American League of Life, Inc cerca di convincere i cattolici sulle loro opinioni sull'aborto, oltre a nominare politici cattolici abortisti che sfidano consapevolmente la Dottrina della Chiesa Cattolici e dichiarazioni di funzionari della Chiesa cattolica . Nel 2004, la American League of Life, Inc. ha pubblicato un annuncio a tutta pagina su USA Today sollecitando sacerdoti e vescovi cattolici a negare la comunione con i legislatori cattolici che sostengono i diritti di aborto . Il motto della Lega in questa materia è "Non puoi essere cattolico e pro-aborto".
- La pillola Kill scoraggia le persone dall'uso di farmaci contraccettivi, facendo affermazioni sui loro effetti sul corpo di una donna, nonché sull'effetto che i contraccettivi hanno sui pesci una volta che entrano nell'approvvigionamento idrico. L'Associazione per i professionisti della salute riproduttiva afferma che le affermazioni della American League of Life, Inc. in merito al pesce "non sono supportate dalla scienza ".[2][3]

## Storia
American Life League, Inc. è stata fondata il 1 aprile del 1979 da Judie Brown e altri nove americani pro dopo uno scisma con il Comitato Nazionale per il diritto alla vita. In meno di un anno dalla sua fondazione, l'American League of Life, Inc. contava 68.000 membri ed era assistita da Howard Phillips , dalla pubblicità del co-fondatore della Heritage Foundation Paul Weyrich e dalle liste di affiliazione fornite dal direct mail da destra Richard Viguerie.
Tattiche di strada
Nel 1994, l'American League of Life, Inc. ha intentato una causa per contestare la Freedom of Access to Clinical Entries Act. In American Life League v. Reno, l'American League of Life, Inc. ha perso contro il 4 ° Circuito Court of Appeals e la Corte Suprema degli Stati Uniti ha rifiutato di ascoltare il caso.
Boicottaggi della Disney
Nel marzo 1995, l'American League of Life, Inc. boicottò gli allora proprietari di Miramax, The Walt Disney Company, per il film Priest del 1994, in cui un prete cattolico romano affronta una varietà di argomenti, tra cui il suo propria omosessualità . Successivamente, la American League of Life, Inc. ha accusato la Disney di nascondere messaggi sessuali subliminali nei film d'animazione Il re leone, La sirenetta e Aladino . Disney ha negato tutte le affermazioni. Snopes ha affermato che tutte le affermazioni della American League of Life, Inc su Aladdin e The Little Mermaid  sono false. Tuttavia, la sua affermazione su The Lion King è elencata come "leggenda" sul sito.
La spesa
A partire dal 2012, il valutatore no profit di Charity Navigator addebita a tutti una valutazione da 2 a 4 stelle per responsabilità finanziaria e trasparenza. Nel 2005, l'American League of Life, Inc era nella lista degli amministratori delegati più pagati della Charity Navigator, con un terzo delle sue entrate spese in raccolta fondi e spese amministrative e 699857 $ (quasi il 9% delle sue entrate) pagato ai loro amministratori delegati .